# 23 octombrie
ianuarie • februarie • martie  • aprilie  • mai  • iunie  • iulie  • august  • septembrie  • octombrie  • noiembrie  • decembrie
23 octombrie este a 296-a zi a calendarului gregorian și a 297-a zi în anii bisecți. Mai sunt 69 de zile până la sfârșitul anului.

## Evenimente

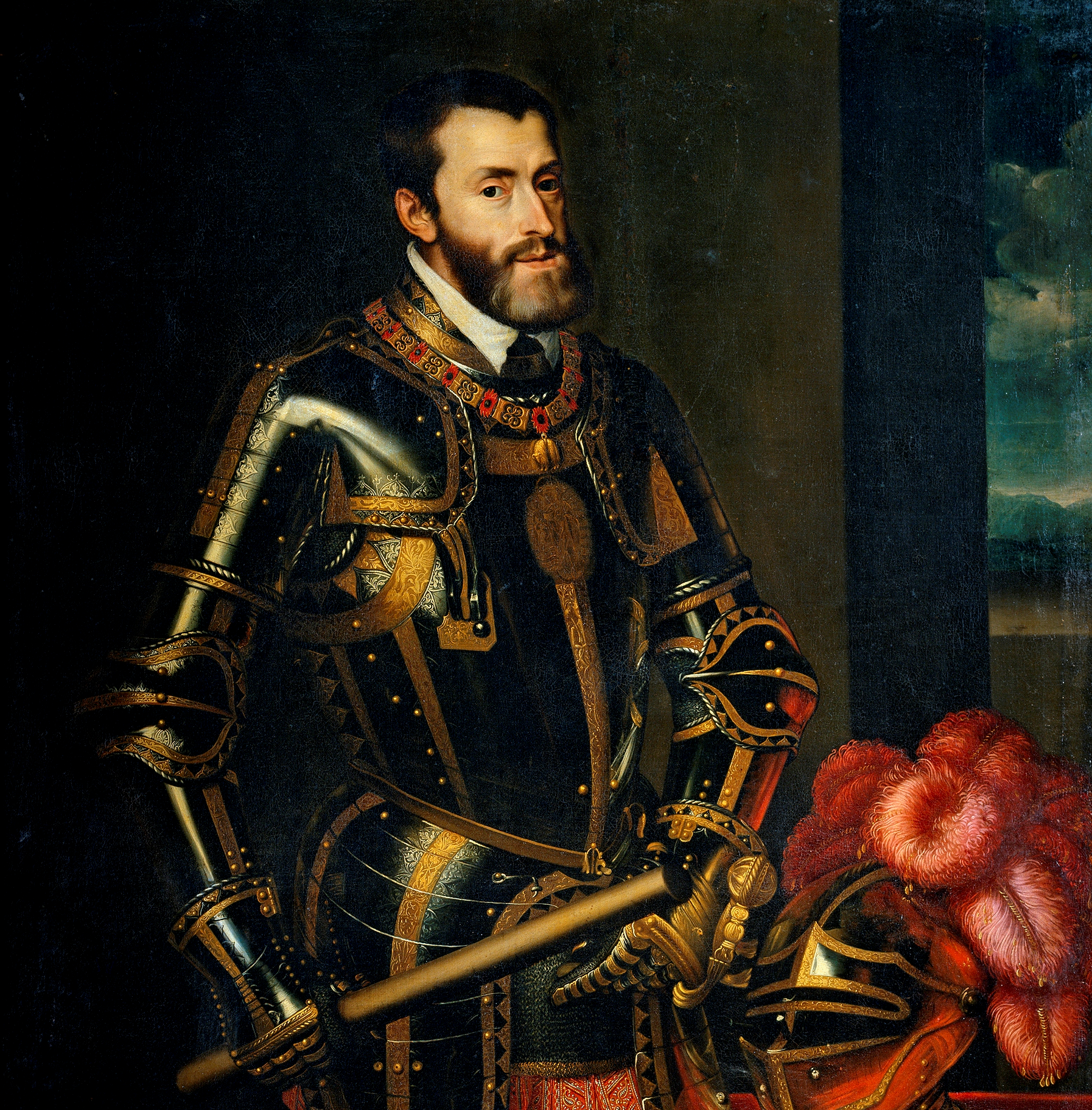
1520: Carol Quintul este încoronat împărat al Sfântului Imperiu Roman

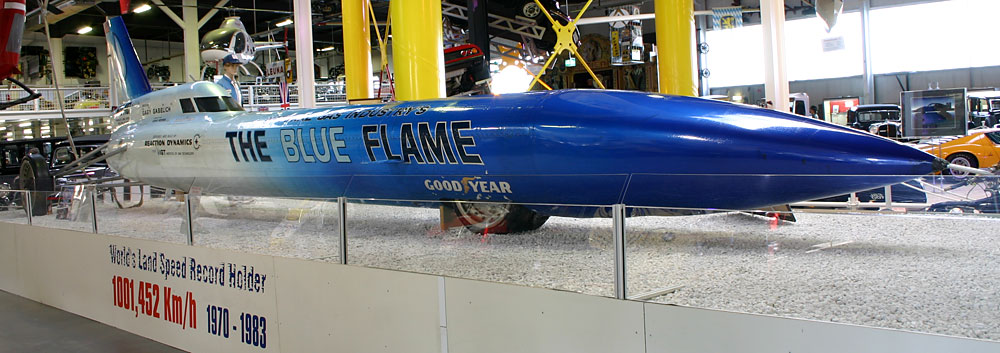
1970: Pentru prima dată un vehicul terestru atinge o viteză de peste 1000 de kilometri pe oră. În Great Salt Flats din statul american Utah, Gary Gabelich a stabilit această piatră de hotar în istoria tehnologiei cu mașina-rachetă Blue Flame.

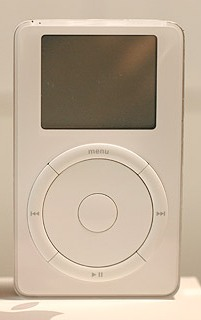
2001: Apple lansează iPod-ul.

- 42 î.Hr.: în cea de a doua bătălie de la Philippi armata condusă de Marcus Junius Brutus este înfrântă de forțele lui Marc Antoniu. Brutus se sinucide.
- 0425: Valentinian al III-lea este proclamat împărat la vârsta de doar șase ani.
- 0502: Sinodul de la Palmaris pune capăt schismei dintre papa Simachus și antipapa Laurentius.
- 1086: în bătălia de la az-Zallaqah, armata condusă de Yusuf ibn Tashfin înfrânge forțele castiliene conduse de regele Alfons al VI-lea.
- 1520: Carol Quintul a fost încoronat împărat al Sfântului Imperiu Roman, la Aachen (1520-1556).
- 1641: Revoluția din Irlanda.
- 1642: Bătălia din Edgehill este prima confruntare în Războiul Civil Englez.
- 1694: Forțele americane conduse de Sir William Phipps nu reușesc să cucerească Quebecul.
- 1707: Prima ședință a parlamentului Regatului Unit al Marii Britanii.
- 1739: Războiul lui Jenkins: Marea Britanie declară război Spaniei.
- 1812: Conspirație împotriva lui Napoleon. Generalul Claude François de Malet răspândește vestea morții împăratului și se declară comandant al Parisului. Generalul va fi executat pe 29 octombrie.
- 1864: Războiul Civil American – Bătălia de la Westport: forțele americane conduse de  generalul Samuel R. Curtis înfrâng forțele confederate conduse de generalul Sterling Price.
- 1870: Războiul franco-prusac – asediul orașului Metz conduce la victoria decisivă a forțelor prusiene.
- 1906: Alberto Santos-Dumont reușește să zboare de la 14 la 50 de metri într-un avion motorizat. El câștigă astfel premiul Arhidiacon cu un premiu de 3.500 de franci pentru primul zbor cu motor de peste 25 de metri.[1]
- 1911: Pentru prima oară un avion este folosit în război: un avion italian decolează din Libia pentru a survola liniile inamice în războiul turco-italian.
- 1912: Primul război balcanic – începe Bătălia de la Kumanovo, prima bătălie între Imperiul Otoman și Regatul Serbiei.
- 1915: 25.000 de femei au mărșăluit prin New York, solicitând astfel autorităților dreptul de a vota.
- 1940: Adolf Hitler se întâlnește cu Francisco Franco în Hendaye, Franța, să-l convingă pe acesta să intre în Al Doilea Război Mondial de partea Puterile Axei.[2]
- 1941: Al doilea război mondial: Masacrul de la Odesa.
- 1942: Al doilea război mondial: Începe Bătălia de la El Alamein, Egipt care se sfârșește pe 3 noiembrie cu victoria Aliaților.
- 1942: Al doilea război mondial:Bătălia pentru Henderson Field începe în campania Guadalcanal.
- 1944: Al doilea război mondial: Bătălia din golful Leyte este cea mai mare confruntare navală în Filipine.
- 1944: Al doilea război mondial: Armata Roșie intră în Ungaria.
- 1956: Mii de unguri protestează asupra influenței și ocupației sovietice în țara lor, și începe „Revoluția ungară din 1956”.
- 1958: Decernarea Premiului Nobel pentru literatură scriitorului rus Boris Leonidovici Pasternak (n. 1890 - m. 1960) pentru romanul "Doctor Jivago", devenit bestseller în Europa Occidentală, dar nepublicat în țara de origine.
- 1970: Pentru prima dată un vehicul terestru atinge o viteză de peste 1000 de kilometri pe oră. În Great Salt Flats din statul american Utah, Gary Gabelich a stabilit această piatră de hotar în istoria tehnologiei cu mașina-rachetă Blue Flame.
- 1973: Sfârșitul războiului Yom Kippur dintre Israel și Siria.
- 1989: Mátyás Szűrös declară Republica Ungară, care înlocuiește Republica Populară Ungară.
- 1998: A avut loc prima naționalizare a unei bănci din Japonia de la sfârșitul celui de-al Doilea Război Mondial.
- 2001: Apple lansează iPod-ul.[3]
- 2002: Rebelii ceceni au ocupat un teatru din centrul Moscovei luând aproximativ 700 de ostatici.
- 2006: Armata nu mai este obligatorie în România.

## Nașteri
- 1503: Isabela a Portugaliei, soția regelui Carol Quintul (d. 1539)
- 1634: Hedwig Eleonora de Holstein-Gottorp, soția regelui Carol al X-lea al Suediei (d. 1715)
- 1698: Ange-Jacques Gabriel, arhitect francez (d. 1782)
- 1715: Petru al II-lea al Rusiei (d. 1730)
- 1766: Emmanuel de Grouchy, mareșal al Franței (d. 1847)
- 1800: Henri Milne-Edwards, zoolog francez (d. 1885)

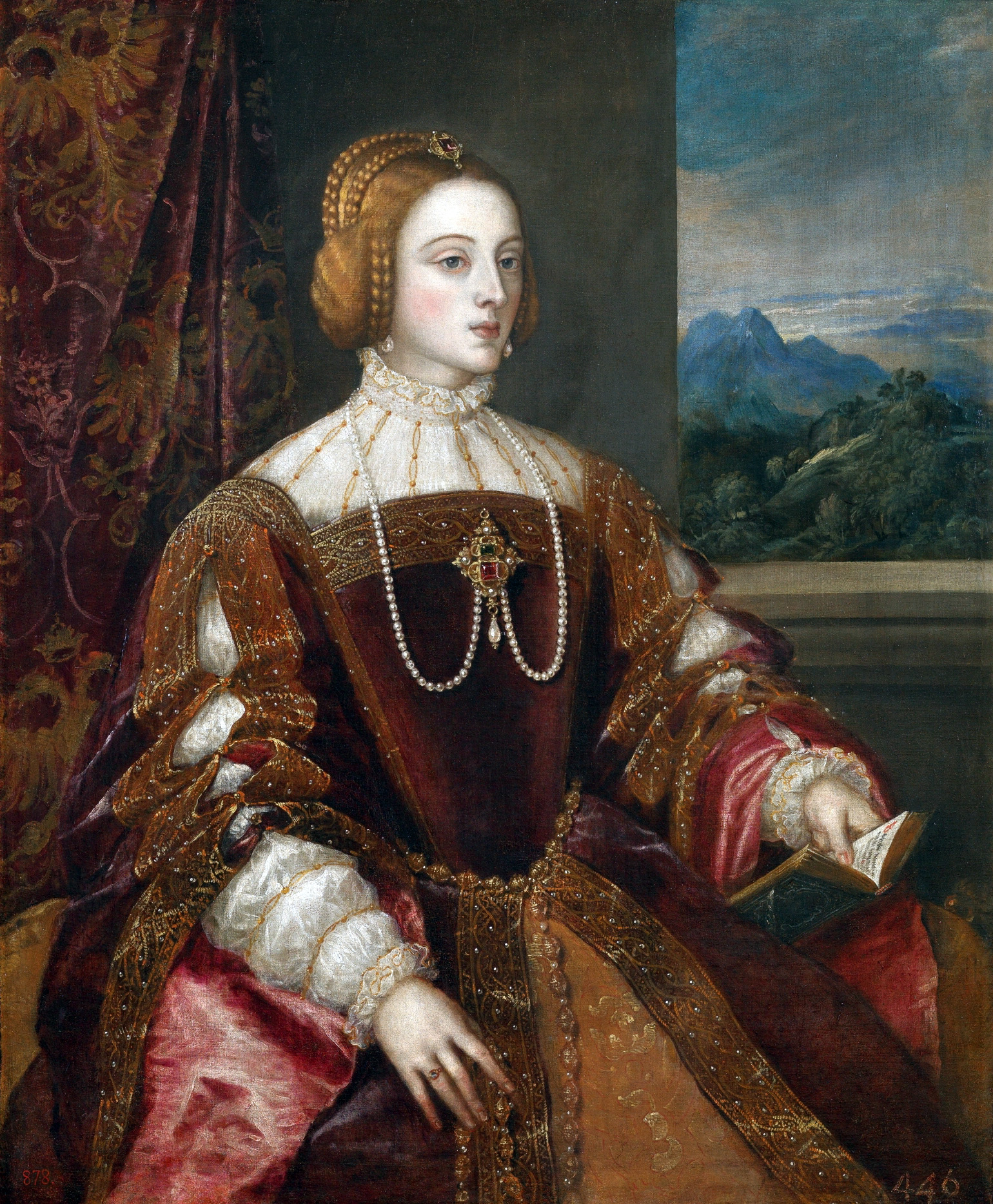
Regina Isabela a Portugaliei
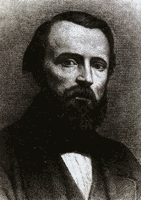
Pierre Larousse, pedagog, enciclopedist francez
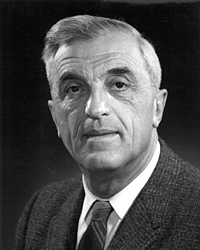
Felix Bloch, fizician elvețian, laureat Nobel

- 1801: Albert Lortzing, compozitor german (d. 1851)
- 1813: Ludwig Leichhardt, explorator german (d. 1848)
- 1817: Pierre Larousse, pedagog, enciclopedist și editor francez (d. 1875)
- 1826: Honoré Daumet, arhitect francez (d. 1911)
- 1850: Ricardo Arredondo Calmache, pictor spaniol (d. 1911)
- 1871: Gjergj Fishta, poet și dramaturg albanez (d. 1940)
- 1875: Gilbert N. Lewis, chimist american  (d. 1946)
- 1880: Una O'Connor, actriță irlandeză (d. 1959)
- 1893: Gummo Marx, actor american (d. 1977)
- 1905: Felix Bloch, fizician elvețian, laureat Nobel (d. 1983)
- 1908: Ilia Mihailovici Frank, fizician rus, laureat Nobel (d. 1990)
- 1912: Ioan Alexandrescu, compozitor și dirijor de cor român (d. 1997)
- 1912: Mihail Volkenștein, biofizician sovietic și rus (d. 1992)
- 1925: Johnny Carson, prezentator, actor, scriitor, producător și muzician american (d. 2005)
- 1925: Radu Florescu, istoric român (d. 2014)
- 1927: Leszek Kołakowski, filosof polonez (d. 2009)
- 1935: Egon Franke, scrimer polonez (d. 2022)
- 1936: Philip Kaufman, regizor american
- 1940: Pelé, jucător brazilian de fotbal (d. 2022)
- 1941: Igor Smirnov, politician moldovean
- 1942: Michael Crichton, scriitor american (d. 2008)
- 1944: Ștefan Buciuta, politician român
- 1947: Kazimierz Deyna, fotbalist polonez (d. 1989)

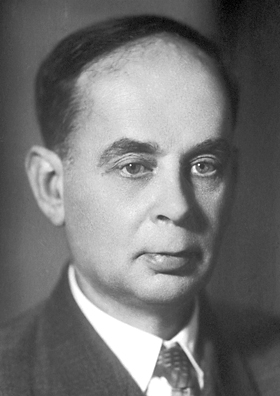
Ilia Mihailovici Frank, fizician rus, laureat Nobel
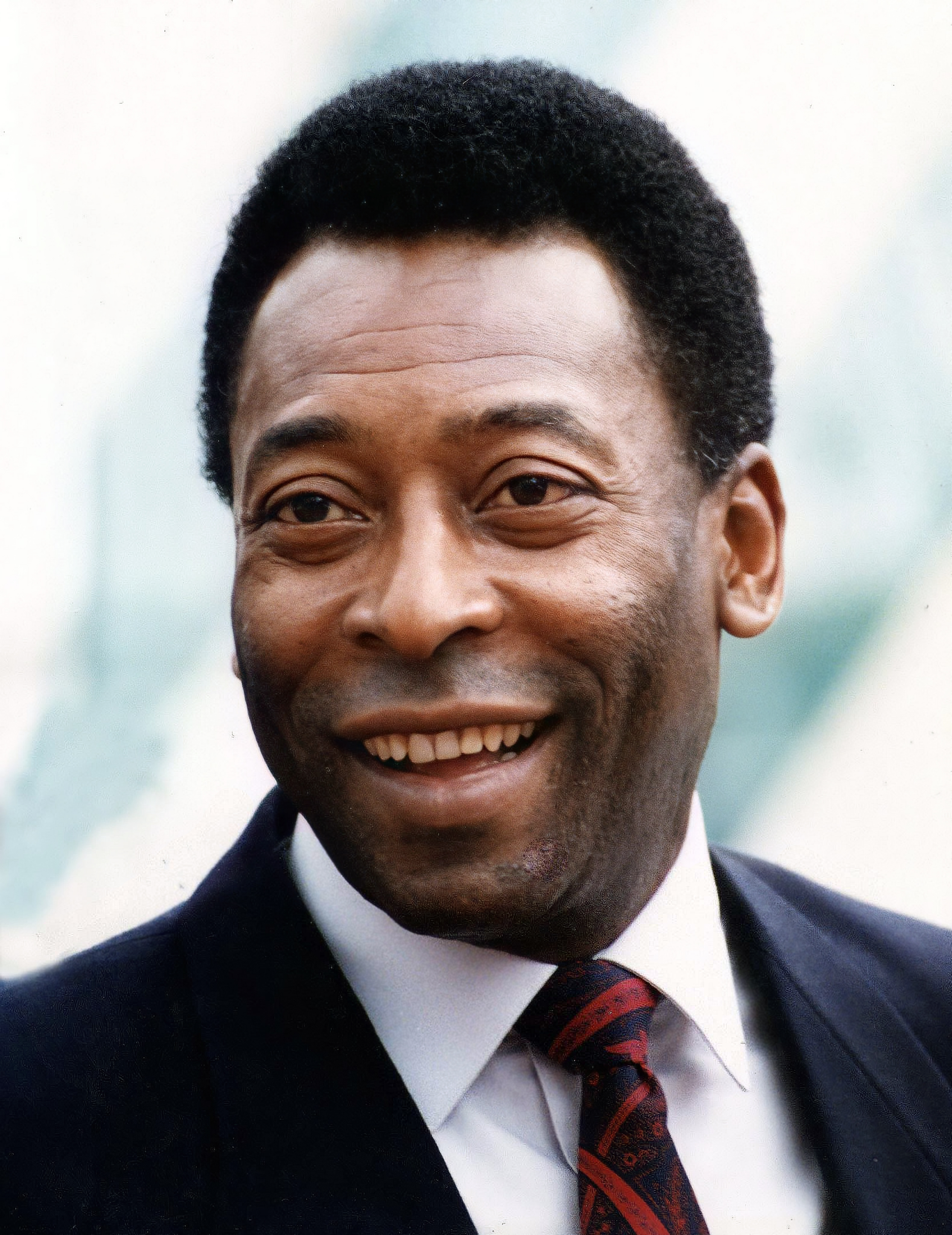
Pelé, jucător brazilian de fotbal
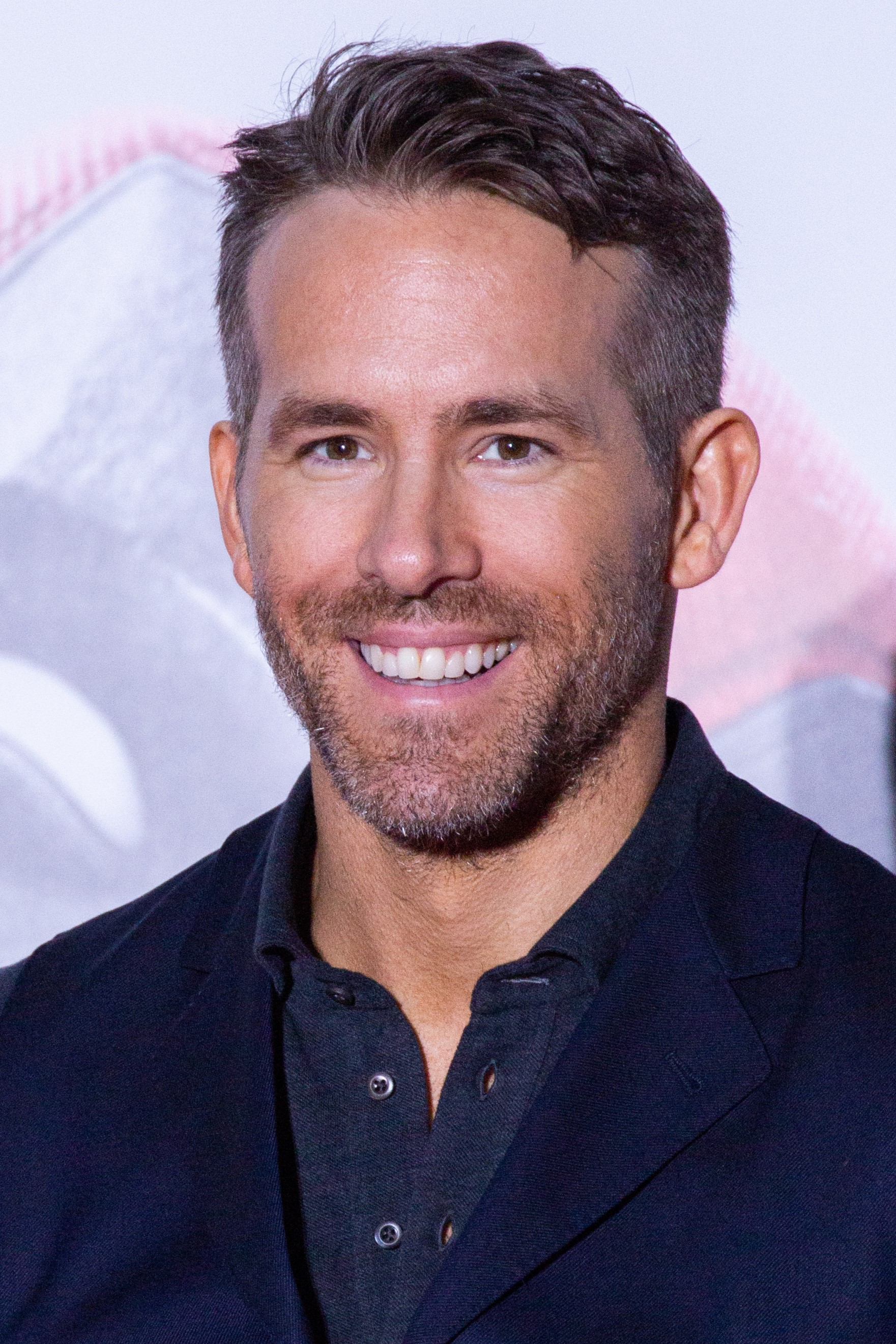
Ryan Reynolds, actor canadian

- 1948: Sever Mureșan, sportiv și om de afaceri român (d. 2024)
- 1953: Ira Steven Behr, roducător de televiziune și scenarist american
- 1954: Ang Lee, regizor, scenarist și producător de film taiwanez
- 1954: Haitham bin Tariq Al Said, sultan al Omanului
- 1956: Joaquin Jimenez, pictor francez
- 1957: Paul Kagame, politician din Rwanda, președinte al acestei țări începând din 2000
- 1958: Abdel Rahman el Bacha, pianist francez de origine libaneză
- 1958: Lucian Vasilescu, poet român
- 1959: "Weird Al" Yankovic, comedian american
- 1964: Robert Trujillo, bassist al trupei Metallica
- 1967: Dale Crover, muzician american
- 1969: Răzvan Rădulescu, romancier și scenarist român
- 1970: Grant Imahara, expert american în electronică și control radio (d. 2020)
- 1972: Radu Preda, teolog român, fost director executiv al Institutului de Investigare a Crimelor Comunismului și Memoria Exilului Românesc
- 1973: Cassanova, rapper român
- 1973: Russell Dlamini, politician din Eswatini, prim-ministru
- 1973: Georgeta Lazăr, atletă română
- 1975: Dan Bordeianu, actor român
- 1975: Luminița Gliga, pictor, membru UAP din Romania, membru AIAP
- 1976: Dana Nălbaru, cântăreață română
- 1976: Ryan Reynolds, actor canadian
- 1979: Anastasia Markovici, artistă ucraineană
- 1982: Valentin Badea, fotbalist român
- 1983: Iannis Zicu, fotbalist român
- 1984: Izabel Goulart, fotomodel brazilian
- 1985: Sabina Cojocar, gimnastă și cântăreață română
- 1985: Masiela Lusha, scriitoare și actriță albanezo-americană
- 1986: Jovanka Radičević, handbalistă muntenegreană
- 1989: Andrii Iarmolenko, fotbalist ucrainean
- 1990: Serdar Aziz, fotbalist turc
- 1991: Emil Forsberg, fotbalist suedez
- 1993: Fabinho, fotbalist brazilian

## Decese
- 42 î.Hr.: Marcus Junius Brutus, senator roman (n. 85 î.Hr.)
- 1456: Ioan de Capistrano, sfânt italian (n. 1386)
- 1688: Charles du Fresne, sieur du Cange, filolog francez (n. 1610)
- 1872: Théophile Gautier, poet, prozator și critic literar francez promotor al teoriei "artă pentru artă" (n. 1811)
- 1877: Alexandru Papiu-Ilarian, istoric și filolog român, membru al Societatii Academice Române (n. 1827)
- 1893: Alexandru, Prinț al Bulgariei, prinț (knyaz) al Bulgariei moderne (n. 1857)
- 1897: Agnes de Anhalt-Dessau, ducesă consort de Saxa-Altenburg (n. 1824)
- 1917: Eugène Samuel Grasset, artist plastic decorativ elvețiano-francez (n. 1868)
- 1927: Adolphus Cambridge, Marchiz de Cambridge (n. 1868)
- 1937: Gavril Buciușcan, om politic din Basarabia (n. 1889)
- 1939: Zane Grey, scriitor american (n. 1872)

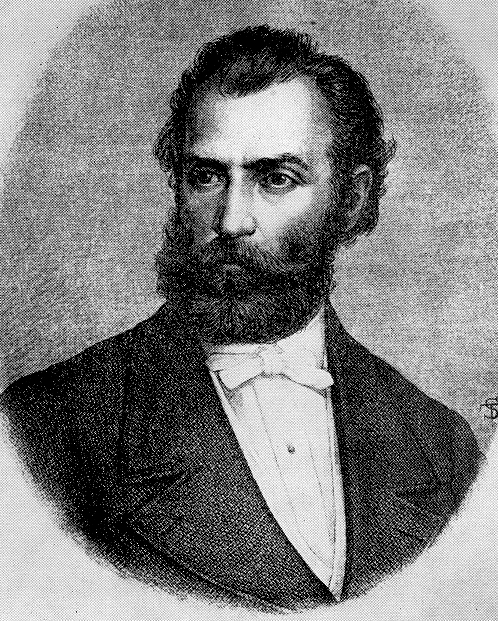
Alexandru Papiu-Ilarian, istoric, filolog român
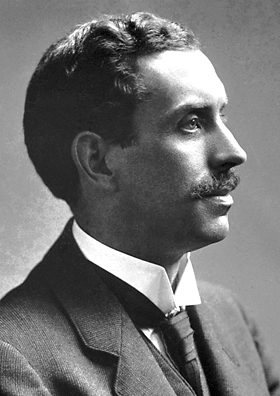
Charles Glover Barkla, fizician englez, laureat Nobel
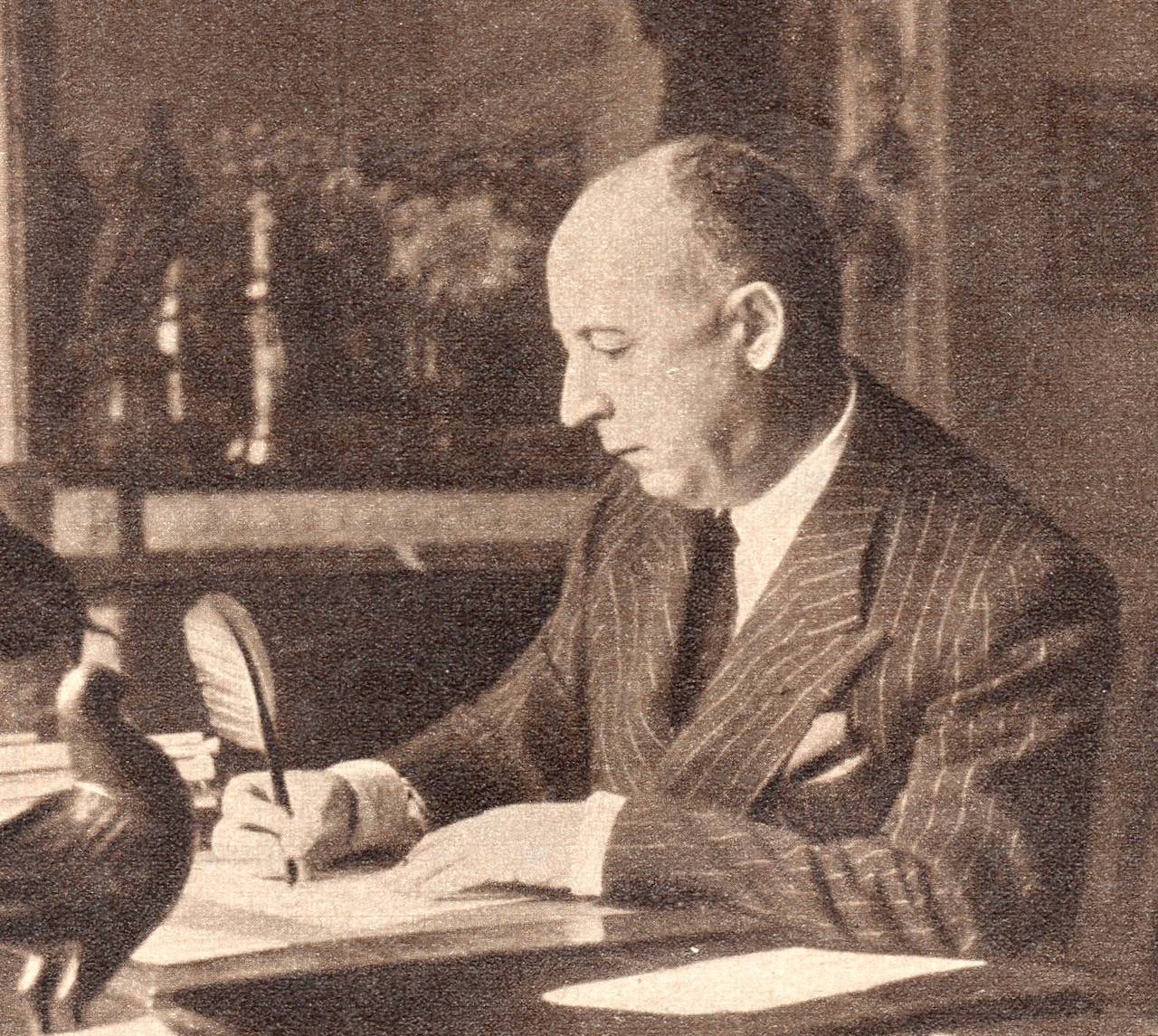
Christian Dior, creator de modă francez

- 1942: Husik Zohrabian, episcop al Biserica Armeană din România (n. 1871)
- 1944: Charles Glover Barkla, fizician englez, laureat Nobel (n.1877)
- 1957: Mihai Codreanu, poet român, membru corespondent al Academiei Române (n. 1876)
- 1957: Christian Dior, creator de modă francez (n. 1905)
- 1978: Prințul Roman Petrovici al Rusiei, membru al Casei Romanov (n. 1896)
- 1979: Gilberto Hernández Ortega, pictor dominican (n. 1923)
- 1980: Dinu Bădescu, tenor român (n. 1904)
- 1984: Marcel Brion, scriitor, eseist și istoric de artă francez (n. 1895)
- 1984: Oskar Werner, actor austriac (n. 1922)
- 1990: Louis Althusser, filozof francez (n. 1918)
- 1990: Tamara Ciobanu, cântăreață de operă și muzică populară din Republica Moldova (n. 1914)
- 1998: Silviu Stănculescu, actor român (n. 1932)
- 2011: Marco Simoncelli, pilot de curse italian (n. 1987)
- 2011: John McCarthy, informatician american (n. 1927)
- 2018: James Karen, actor american (n. 1923)
- 2019: Nicolae Urdăreanu, bariton român (n. 1937)
- 2023: Natașa Raab, actriță română (n. 1953)

## Sărbători
- Sf. Sfințit Mucenic și Apostol Iacob, ruda Domnului; Sf. Ignație, Patriarhul Constantinopolului (calendarul ortodox și greco-catolic)
- Ioan de Capistran (calendarul romano-catolic)
- Ungaria - Sărbătoare națională (revoluția din 1956)
- Astrologie - Prima zi sub semnul Scorpionului